# Ministero dell'energia (Ucraina)
Il Ministero dell'energia dell'Ucraina (in ucraino Міністерство енергетики України?, Ministerstvo enerhetyky Ukraïny) è un dicastero del gabinetto dei ministri che si occupa della politica energetica dell'Ucraina.
L'attuale ministro è Herman Haluščenko, in carica dal 29 aprile 2021.

## Storia
Nel 1962 fu istituito il Ministero dell'energia e dell'elettrificazione della Repubblica Socialista Sovietica Ucraina. Dopo la proclamazione d'indipendenza dell'Ucraina nel 1993 ne è stato approvato il regolamento. Con decreto del Presidente dell'Ucraina è stato ridenominato in Ministero dell'energia nel 1997, assorbendo il Comitato statale per l'uso dell'energia nucleare, e poi in Ministero del carburante e dell'energia tra il 1999 e il 2000.
Con la riforma amministrativa del 2010 inglobò il Ministero dell'industria del carbone, divenendo noto come Ministero dell'energia e dell'industria del carbone, mentre nel 2019 fu trasformato in Ministero dell'energia e della protezione ambientale. Fu ristabilito nel 2020 come Ministero dell'energia, scorporando il Ministero della protezione ambientale e delle risorse naturali.

## Ministri

### Ministri dell'energia e dell'elettrificazione (1971-1997)
- Oleksij Makuchin (27 novembre 1971-11 maggio 1982)
- Vitalij Skljarov (11 maggio 1982-3 gennaio 1993)
- Anatolij Hrycenko (3 gennaio-17 agosto 1993)
- Vilen Semenjuk (17 agosto 1993-3 luglio 1995)
- Oleksij Šeberstov (3 luglio 1995-13 giugno 1996)
- Jurij Bočkar'ov (1º luglio 1996-6 maggio 1997)

### Ministri dell'energia (1997-1999)
- Jurij Bočkar'ov (6 maggio-25 luglio 1997)
- Oleksij Šeberstov (25 luglio 1997-10 febbraio 1999)
- Ivan Plačkov (23 febbraio-31 dicembre 1999)

### Ministri del carburante e dell'energia (1999-2010)
- Serhij Tulub (30 dicembre 1999-26 giugno 2000)
- Serhij Jermilov (13 luglio 2000-6 marzo 2001)
- Stanislav Staševs'kij (6 marzo-19 novembre 2001)
- Vitalij Gajduk (22 novembre 2001-26 novembre 2002)
- Serhij Jermilov (30 novembre 2002-5 marzo 2004)
- Serhij Tulub (13 aprile 2004-3 febbraio 2005)
- Ivan Plačkov (4 febbraio 2005-19 gennaio 2006)
- Jurij Bojko (4 agosto 2006-18 dicembre 2007)
- Jurij Prodan (18 dicembre 2007-11 marzo 2010)
- Jurij Bojko (11 marzo-9 dicembre 2010)

### Ministri dell'energia e dell'industria del carbone (2010-2019)
- Jurij Bojko (9 dicembre 2010-24 dicembre 2012)
- Eduard Stavyc'kij (24 dicembre 2012-27 febbraio 2014)
- Jurij Prodan (27 febbraio-2 dicembre 2014)
- Volodymyr Demčyšyn (2 dicembre 2014-14 aprile 2016)
- Ihor Nasalyk (14 aprile 2016-29 agosto 2019)

### Ministri dell'energia e della protezione ambientale (2019-2020)
- Oleksij Oržel' (29 agosto 2019-4 marzo 2020)
- Vitalij Šubin (10 marzo-16 aprile 2020)
- Ol'ha Buslavec' (16 aprile-27 maggio 2020)

### Ministri dell'energia (dal 2020)
- Ol'ha Buslavec' (27 maggio-20 novembre 2020)
- Jurij Bojko (20 novembre-21 dicembre 2020)
- Jurij Vitrenko (21 dicembre 2020-29 aprile 2021)
- Herman Haluščenko (dal 29 aprile 2021)